# USS Adder (SS-3)
USS Adder (SS-3) – amerykański okręt podwodny typu A. Był jednym z pierwszych okrętów podwodnych służących w US Navy. Pierwotnie okręt nosił nazwę „Adder”, jednak w 1911 roku w związku z ogólną zmianą systematyki nazewniczej w US Navy, nazwa została zmieniona na oznaczenie literowo-numeryczne A-2.

## Historia
Stępkę pod USS „Adder” położono 3 października 1900 roku w Crescent Shipyard w Elizabeth (stan New Jersey). Wodowanie jednostki nastąpiło 1 lutego 1902 roku, a oddanie do służby 19 września 1903 roku. Przydzielony do centrum uzbrojenia torpedowego w Newport brał udział w badaniach nad zastosowaniem uzbrojenia torpedowego. W lipcu 1909 roku został załadowany na pokład węglowca USS „Caesar” i przetransportowany do Filipin. 10 lutego 1910 roku został przydzielony do 1. Dywizjonu Okrętów Podwodnych wchodzącego w skład United States Asiatic Fleet. Przez kolejnych dziesięć lat operował głównie z portów Cavite i Olongapo. Po wybuchu I wojny światowej brał udział w patrolach w okolicy zatoki Manilskiej 
Okręt został wycofany ze służby 12 grudnia 1919 roku i przeznaczony na okręt-cel. W tej roli został zatopiony w styczniu 1922 roku.